# Forêt de Paimpont

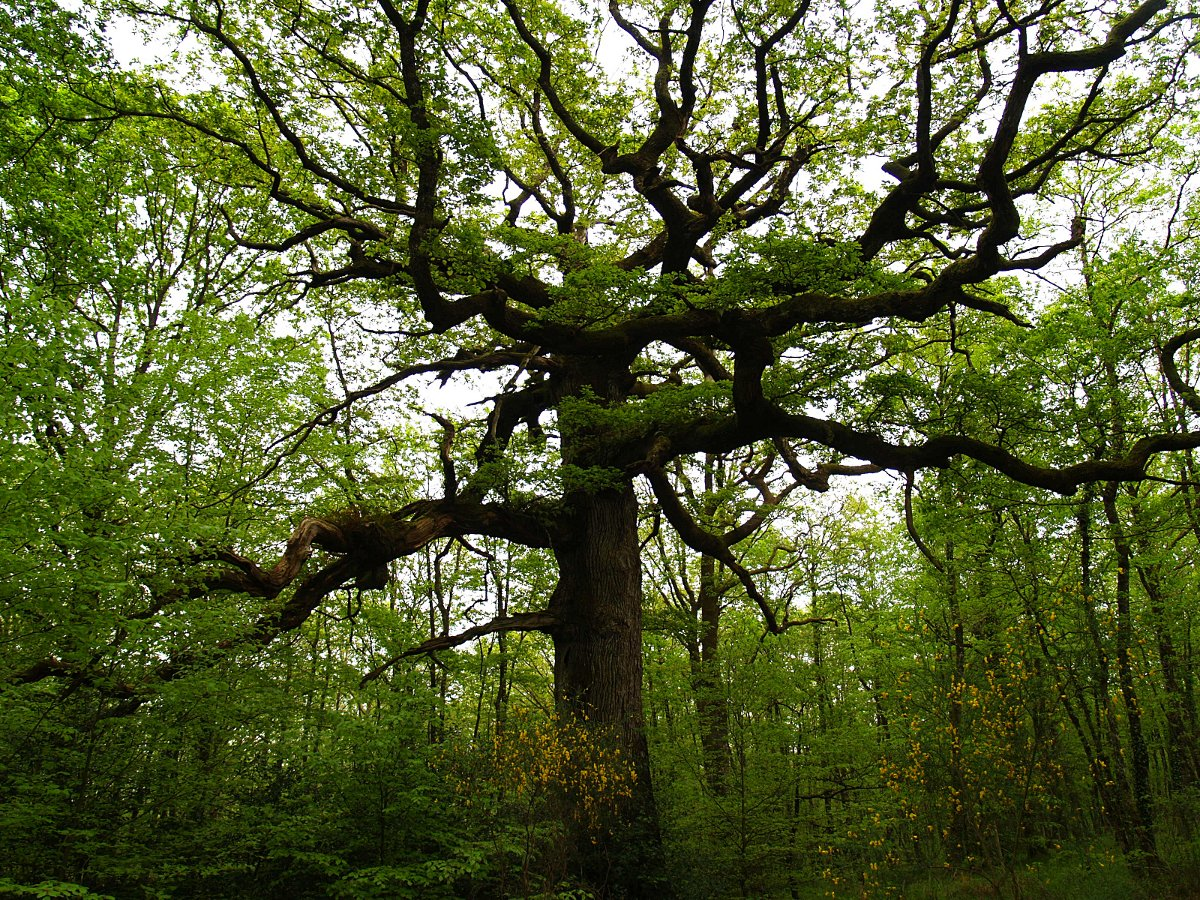
Bosvegetatie in het Forêt de Paimpont

Het Forêt de Paimpont (bos van Paimpont; Bretons: Koad Pempont), is een bos in Frankrijk, in Bretagne. In de Arthurlegendes wordt regelmatig een bos met de naam Brocéliande vermeld en beschreven. De meerderheid van de historici gelooft dat het Forêt de Paimpont de locatie van dit Brocéliande is.

## Geografie en geologie
Het bos is gelegen in het Franse departement Ille-et-Vilaine, nabij het plaatsje Paimpont, 30 km ten zuidwesten van de stad Rennes. De oppervlakte van het bos is ca. 9.000 hectare. Het ligt tussen 71 en 258 meter boven NAP.
Geologisch behoort het bosgebied grotendeels tot het Armoricaans Massief en is dus mogelijk al 600 miljoen jaar oud.

## Flora en fauna
Het bos is deels productiebos, deels privé-domein voor de jacht, en voor een klein deel natuurreservaat. Het valt onder de Franse administratieve aanduiding Zone naturelle d'intérêt écologique, faunistique et floristique, afgekort: ZNIEFF, een vorm van overheidsregulering die een beperkte natuurbescherming inhoudt, en onder de Natura 2000-regeling.
In het bos, dat een zeeklimaat heeft, waarin de aanwezige heuvels extra regen opvangen, wat de vochtigheid van het gebied nog vergroot, groeien vooral eiken- en beukenbomen. Waar in het verleden houtkap heeft plaatsgevonden, is vaak herinplant geschied met zeeden en grove den. Het bos wordt afgewisseld met moerassig terrein, heidevelden, akker- en weiland. Door het bos stromen vele kleine beken, waarvan de Aff nog de belangrijkste is.
De soortenrijkdom in het gebied, vooral van de flora, is zeer groot.
De universiteit van de stad Rennes beschikt er sinds 1967 over een biologisch onderzoekscentrum, met een collegezaal, laboratoria en woonaccommodatie voor ca. 70 studenten en docenten. Van hieruit vindt voortdurend belangrijk wetenschappelijk onderzoek plaats.
In het bos staan enkele zeer markante bomen, o.a. de hêtre de Ponthus ( beuk van Ponthus), die voorkomt in het laatmiddeleeuwse chanson de geste Pont(h)us et Sidonia, en de 9 m in omvang dikke eik van Guillotin, die duizend jaar oud zou zijn.

## Geschiedenis
Reeds in prehistorische tijd woonden er mensen in het gebied, wat blijkt uit de talrijke megalieten, die tegenwoordig worden verbonden met de Arthurlegendes.
In de 15e eeuw wordt het gebied vermeld als Brocélien, Bretons: Brec'Helean. Het bos stond in die tijd onder beheer van de Franse koningen. Toch vond er toen zeer veel houtkap plaats, voor de uitbreiding van de stad Rennes. Van circa 1500 tot 1890 ging de kap door, ten behoeve van de productie van ijzer uit ter plaatse veel voorkomend ijzeroer. Een dorp in de buurt heet daarnaar: Les Forges (De smederijen). Inderdaad zijn een aantal oude smederijgebouwtjes uit die tijd bewaard gebleven. Vanaf de tijd van de Franse Revolutie werd er ook gekapt voor de productie van houtskool.
In de 19e eeuw begon men met herbebossing en conservering van het bos. In 1875 verkocht prins Louis Philippe van Orléans het bos aan een grootindustrieel, die er een jachtdomein van maakte. Het bos had zowel van de Eerste als de Tweede Wereldoorlog te lijden. Medio 1944 werden Engelse en in Engeland getrainde Franse parachutisten in het bos gedropt, om het Franse verzet rond Operatie Overlord te helpen.
In september 1990 werd het gebied door een vijf dagen durende bosbrand geteisterd. Vrijwilligers plantten er in de jaren daarna ca. 500.000 nieuwe bomen. In de jaren daarna wist de plaatselijke bevolking door het houden van massieve protesten de aanleg van een stuwdam in de Aff te verhinderen.

## Locaties die in verband staan met de Arthurlegendes
- De Val sans retour (Dal zonder Terugkeer), in het uiterste westen van het bos: Het is een steil dal, uitgeslepen in rood ijzerhoudend gesteente (schalie). Volgens het verhaal over Lancelot zou Morgana, de halfzuster van koning Arthur, na te zijn bedrogen door haar geliefde, de vallei hebben betoverd. Alle ridders, die ontrouw waren geweest in de liefde, zouden er voor eeuwig gevangen blijven. Alleen Lancelot, die aan koningin Guinevere trouw was gebleven, was in staat om te ontsnappen en de betovering te verbreken en 153 andere ridders te redden. Er dichtbij is de Rocher des Faux-Amants (Rots der ontrouwe geliefden), waar Morgana haar ontrouwe geliefde in steen zou hebben veranderd. Dicht bij de Val sans retour ligt een meer met de naam Miroir aux Fées (Feeënspiegel). De Val sans retour behoort tot de zwaarst door de brand van 1990 getroffen gedeeltes van het Forêt de Paimpont.
- Het Graf van Merlijn
- Het Huis van Viviane
- Het Graf van de reus
- De Jardin aux Moines (Tuin der Monniken), een tumulus die dateert van tussen 2500 en 2000 jaar voor het begin van onze jaartelling.
- Het kasteel van Comper, in het noorden van het gebied, met aan de Arthurlegendes gewijd museum. In de vijver bij het kasteel zou Viviane, de Vrouwe van het Meer, in een onderwaterpaleis wonen.

## Toerisme
- Bovengenoemde plaatsen, die aan de Arthurlegendes herinneren, trekken veel toeristen, maar ook mensen, die de neo-druïdische richting van het neopaganisme aanhangen, er diverse rituelen verrichten en er dus eigenlijk op bedevaart heen gaan.
- Overal in het gebied zijn wandelpaden aanwezig; de zones, die privé-jachtdomein zijn, zijn echter in het jachtseizoen geheel voor bezoekers gesloten.
- De Forges de Paimpont, een complex gerestaureerde historische smidsen, is voor toeristen te bezichtigen.
- Paimpont heeft een 13e-eeuws in gotische stijl gebouwd abdijcomplex, de Abbé de Notre-Dame. Het is gewijd aan de Heilige Maagd Maria. Het interieur dateert uit de 17e eeuw en is te bezichtigen.